# 吉村慶介
吉村 慶介（よしむら けいすけ、1981年（昭和56年）1月5日 - ）は、日本のテレビディレクター、演出家。
共同テレビジョン所属。2005年に共同テレビジョンに入社。バラエティとドラマの演出をしている。

## 来歴・人物
石川県小松市出身。石川県立小松高等学校卒業後、1999年に京都大学理学部に進学する。2003年京都大学大学院人間・環境学研究科に進学。2005年京都大学大学院修了。

## 担当番組
演出
- ヨーロッパ企画の２６世紀フォックス（フジテレビ 演出）
- ヨーロッパ企画の２６世紀フォックス２（フジテレビ 演出）
- ふなっしー探偵（フジテレビ 演出）
- 一旦、カメラ止めようか（フジテレビ 演出）
- ハク学の壁（フジテレビ 演出）
- ストリートワイズ・イン・ワンダーランド〜事件の方が放っておかない探偵〜（フジテレビ 演出）
- ストリートワイズ・イン・ワンダーランド〜事件の方が放っておかない探偵〜タイムトラベル編（フジテレビ 演出）
- ストリートワイズ・イン・ワンダーランド〜事件の方が放っておかない探偵〜鬼伝説編（フジテレビ 演出）
- モノシリーのとっておき（フジテレビ 演出）
- ダーレモシラナイ 〜爆笑！日本の新知識〜（MBS 演出）
- NHKだめ自慢（NHK 演出）
- スナイパー時村正義の働き方改革（CBC 演出）
- 全っっっっっ然知らない街を歩いてみたものの（フジテレビ 演出）
- ドラマ「家、ついて行ってイイですか?」（テレビ東京 演出）
- 奇跡のバックホーム（ABC/テレビ朝日 演出）
- 世にも奇妙な物語「電話をしてるふり」（フジテレビ 演出）
- 美 少年亭（BSフジ 演出）
- マクラコトバ（CBC 演出）
- 秀吉、スタートアップ企業で働く（テレビ愛知 演出）
- ラブデッドライン（Netflix 総合演出）
- スパイの人事部[1]（CBC 演出）
- ボーイフレンド（Netflix 総合演出）
- あやしいパートナー（MBS 監督）

その他

## 受賞歴
- 2014年 ＡＴＰ賞テレビグランプリ ドラマ部門 奨励賞（「ヨーロッパ企画の２６世紀フォックス」）
- 2017年 ＡＴＰ賞テレビグランプリ ドラマ部門 奨励賞（「ストリートワイズ・イン・ワンダーランド〜事件の方が放っておかない探偵〜」）
- 2020年 日本民間放送連盟賞ドラマ部門 最優秀[2]（「スナイパー時村正義の働き方改革」）
- 2020年 文化庁芸術祭 優秀賞（「スナイパー時村正義の働き方改革」）
- 2020年 JNNネットワーク協議会 特別番組賞（「スナイパー時村正義の働き方改革」）
- 2022年 ＡＴＰ賞テレビグランプリ 情報・バラエティ部門 優秀賞（「経験は知識に勝るのか？クイズ！カズ&宇治原をぶっとばせ」）
- 2023年 日本民間放送連盟賞ドラマ部門 優秀（「マクラコトバ」）
- 2024年 2023年度 TXN番組大賞 （「秀吉、スタートアップ企業で働く」）
- 2025年 ＡＴＰ賞テレビグランプリ 情報・バラエティ部門 優秀賞（「ボーイフレンド」）